# Joan Hanham
Joan Brownlow Hanham, baronessa Hanham, nata Spark (23 settembre 1939 – 24 gennaio 2025), è stata una politica britannica.

## Biografia
Joan Brownlow Hanham nacque il 23 settembre 1939 da Alfred Spark e Mary Mitchell. Si sposò nel 1964 Iain William Fergusson Hanham, oncologo e membro del Consiglio del borgo di Kensington e Chelsea, dal quale assunse il cognome. Rimase vedova il 12 aprile 2011.
Joan Hanham divenne capo del Consiglio del borgo di Kensington e Chelsea, a Londra, a partire dal 1989. Le succedette il consigliere Merrick Cockell nell'aprile del 2000, quando terminò il suo mandato.
Nel luglio del 1999 venne annunciata la sua nomina a pari a vita ed entrò quindi alla Camera dei lord. Assunse quindi il titolo di baronessa Hanham. Nello stesso anno si candidò per la nomina a candidato del Partito Conservatore alle elezioni del 2000 per il sindaco di Londra, perdendo contro Steven Norris.
Joan Hanham venne nominata dal primo ministro David Cameron sottosegretaria di Stato parlamentare per le comunità e il governo locale nel maggio 2010, rimanendo in carica fino all'ottobre 2013.
Lasciò il Parlamento il 22 luglio 2020, dopo quasi ventun'anni dall'insediamento.
Joan Hanham fu presidente dell'Ospedale di Saint Mary NHS Trust dal 2000 al 2007 e del Westminster Primary Care Trust. Nel 1984 divenne Freeman della Città di Londra e nel 1997, per i suoi servizi al governo locale, venne nominata Commendatore dell'Ordine dell'Impero Britannico.
Morì il 24 gennaio 2025, all'età di ottantacinque anni.